# MOA美術館
35°06′34″N 139°04′31″E / 35.109313°N 139.075204°E

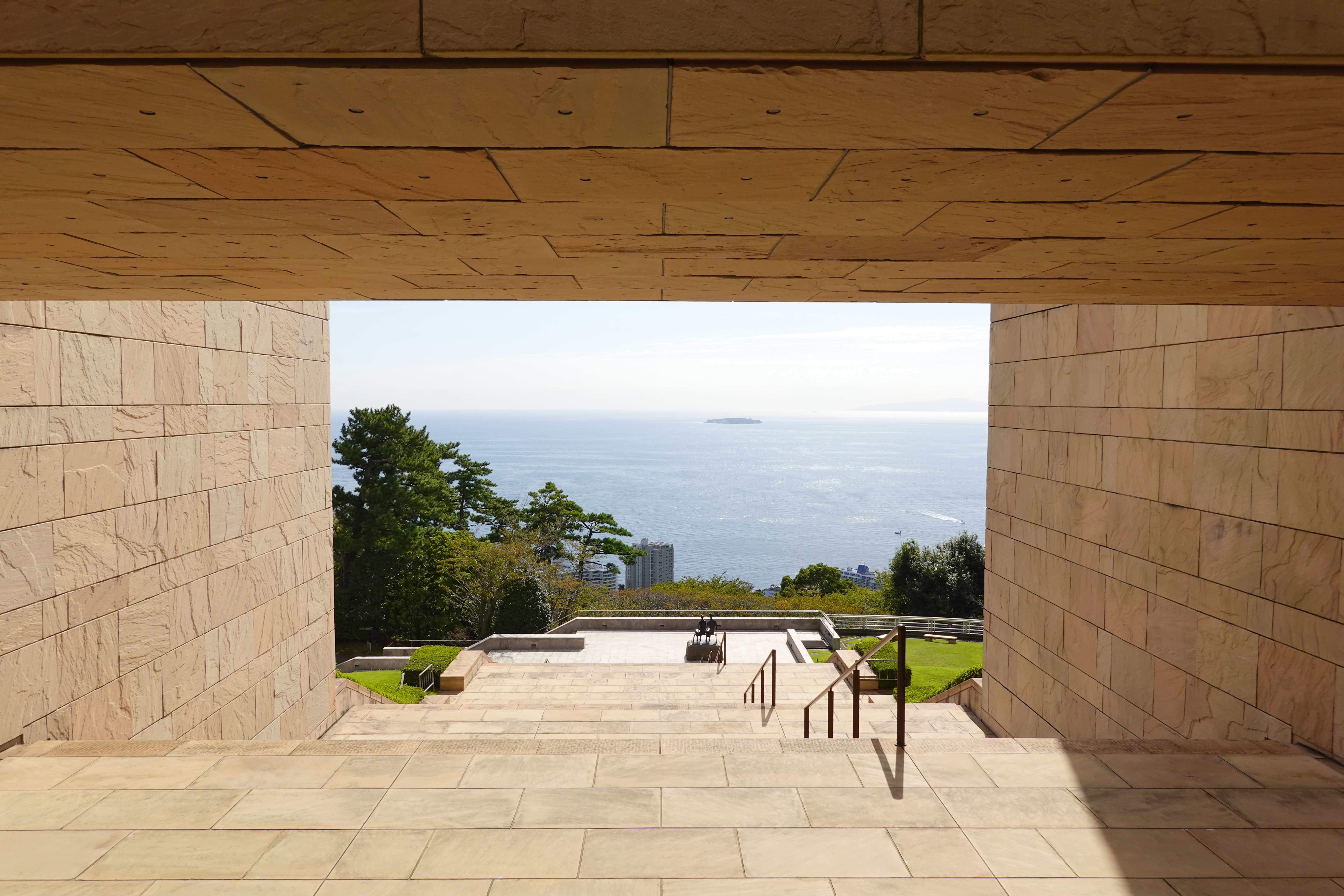
MOA美術館

MOA美術館（英语:MOA Museum of Art）是一間位於日本靜岡縣熱海市的私立美術館，在1982年由世界救世教的岡田茂吉成立（Mokichi Okada；簡寫為MOA）。
收藏品以東洋藝術為主，計有繪畫、雕塑、瓷器、書法作品、漆器等約3500件，來自中國或日本，其中不乏珍贵文物。此外，藏品中相當多具有宗教議題，也包括了不少世界救世教的重要文物。
美術館另設有「能樂堂」與「黃金茶室」。此美術館地勢較高，可俯瞰熱海市區和相模灣。位於神奈川縣足柄下郡箱根町的箱根美術館同為岡田茂吉所成立，為MOA美術館的姐妹館。

## 外部連結
- 美術館主頁 （页面存档备份，存于）